# 岡本匡史
岡本 匡史（おかもと まさし、1961年2月24日 - ）はテレビ愛媛の社員。元アナウンサー。愛媛県松山市出身。
東京経済大学を卒業後、1985年に当時の愛媛放送（現在のテレビ愛媛）に入社。主にニュース、スポーツ、情報番組を担当した。
趣味は映画鑑賞、特技はカラオケ。嫌いな食べ物はカニで、理由は、本人曰く身体が受けつけないのだそう。
2012年4月1日付の人事異動で、アナウンス部から離れ、現在は報道局に在籍している。

## 過去の担当番組
- 新鮮!まる生愛媛（月～金曜16:25-16:53）
- EBCニュース（ローカルニュース）
- EBCザ・ヒューマン
- 一番出し!EBCスーパーニュース
- 夕刊ガッツ!!